# José Raydan
José Raydan este un oraș în Minas Gerais (MG), Brazilia.